# Eulithis ledereri
Eulithis ledereri är en fjärilsart som beskrevs av Bremer 1864. Eulithis ledereri ingår i släktet Eulithis och familjen mätare. Inga underarter finns listade i Catalogue of Life.